# Scalenus intermedius
Scalenus intermedius är en skalbaggsart som först beskrevs av Charles Joseph Gahan 1903.  Scalenus intermedius ingår i släktet Scalenus och familjen långhorningar.
Artens utbredningsområde är Sarawak. Inga underarter finns listade i Catalogue of Life.